# سيدي نعمان (ولاية تيزي وزو)
سيدي نعمان إحدى بلديات دائرة ذراع بن خدة التابعة لولاية تيزي وزو الجزائرية.

## مواضيع ذات صلة
- بلديات ولاية تيزي وزو
- دوائر ولاية تيزي وزو